# NGC 337
NGC 337 är en stavgalax i stjärnbilden Valfisken. Den upptäcktes den 10 september 1785 av William Herschel. 